# João Alves de Almeida
João Alves de Almeida ComMM (Maceió, 28 de setembro de 1919 — Salvador, 14 de novembro de 2004) foi um economista e político brasileiro filiado ao Partido da Frente Liberal (PFL). Pela Bahia, foi deputado federal durante oito mandatos, até sua renúncia por corrupção.
Foi deputado federal de 1963 até 1994. Era o líder dos Anões do Orçamento. Na CPI, apresentou uma justificativa antológica para a fortuna que tinha acumulado: alegou que era um homem de muita, muita sorte e ganhara dezenas de vezes na loteria. Renunciou ao mandato de deputado antes de ser julgado, escapando da cassação e da perda dos direitos políticos.
Nascido em Maceió numa familia muito humilde. Seu irmão mais velho Liberalino Alves de Almeida, por não querer ser mais um na mesa de jantar, fugiu de casa aos 12 anos de idade. Trabalhou como engraxate e ajudante numa padaria. Ascendeu socialmente e trouxe seus irmãos: Antônio, Cícero, José Silvério, Guiomar e Anália até a Bahia, onde todos supostamente venceram na vida honestamente, ocupando importantes cargos públicos.
Em 1991, como deputado federal, Almeida foi admitido pelo presidente Fernando Collor à Ordem do Mérito Militar no grau de Comendador especial.

## Denúncias
Renunciou ao mandato por estar envolvido no escândalo da máfia do orçamento, quando era filiado ao Partido Progressista Renovador (PPR), que depois se fundiu ao Partido Progressista (PP). Alves formava, junto com outros deputados envolvidos no escândalo, o grupo dos "Anões do Orçamento". Alves justificou o crescimento de seu patrimônio a uma série de mais de 200 bilhetes premiados na loteria. Embora houvesse outro deputado igualmente chamado João e com o patronímico "de Deus", envolvido no escândalo, João Alves também ficou conhecido como João de Deus. O apelido é fruto de sua célebre frase "Deus me ajudou e eu ganhei muito dinheiro!"